# Portret van een man ten voeten uit
Portret van een man ten voeten uit (Italiaans: Ritratto virile a figura intera) is een schilderij van de Italiaanse renaissanceschilder Moretto da Brescia uit 1526, 201 × 92,2 centimeter groot. Het wordt beschouwd als het eerste echte portret in de Westerse kunstgeschiedenis waarop een figuur levensgroot en ten voeten uit wordt weergegeven. Sinds 1876 bevindt het schilderij zich in de collectie van de National Gallery te Londen.

## Afbeelding
Portret van een man ten voeten uit toont een man van ongeveer dertig jaar, rechtop staand, in ontspannen houding. Met zijn linkerhand houdt hij een zwaard vast dat neervalt op zijn heupen. Zijn voorkomen doet denken aan de keizerlijke Zwitserse huurlingen die toentertijd actief waren in de opstanden rondom Brescia: kort haar, een baard en een baret met een medaillon van Sint-Christoffel, gemaakt uit Bresciaanse wol, die inwoners van Brescia in die tijd verplicht moesten dragen om de plaatselijke nijverheid te stimuleren. De Spaanse pofbroek en het wambuis duiden erop dat hij van gegoede komaf is. De korte cape geeft zijn silhouet een breder volume en strekt zich tot over de beeldranden heen. De schoenen hebben brede toppen, zoals dat toen in de mode was.
De man is gepositioneerd in een architectonische omgeving, waarschijnlijk in de loggia van een villa, tegen de achtergrond van een landschap met een versterkt dorpje. Hij leunt tegen een zuil die symbool staat voor vastberadenheid. Kunsthistorica Erika Langmuir wijst daarbij echter op het merkwaardige contrast met de weifelend afgebeelde man, die in haar ogen niet lijkt te kunnen kiezen "of hij een held of een dichter wil zijn".

## Stijl
Lange tijd, tot diep in de negentiende eeuw, werd Titiaan door Westerse kunsthistorici beschouwd als de eerste kunstenaar die profane portretten schilderde ten voeten uit. Titiaans eerste portretten in die stijl dateren echter uit de vroege jaren 1530 (zijn Portret van Karel V met hond, de eerste in deze stijl, wordt gedateerd op 1533). De aankoop van Moretto's Portret van een man ten voeten uit, met de ondubbelzinnige datering MDXXVI (1526) in de marmeren trede rechtsonder, maakte echter duidelijk dat Moretto hem wat dat betreft al voor moet zijn geweest. Moretto loopt daarmee niet alleen vooruit op Titiaan, maar ook op beroemde portrettenseries van zijn leerling Giovanni Battista Moroni, en latere Italiaanse kunstschilders als Caravaggio. Lange verticale lijnvoeringen zijn inherent aan dit type schilderijen.
Moretto's portret is geschilderd in de Venetiaanse renaissancestijl, die ook bij Titiaan en anderen uit hun omgeving kan worden herkend. Het toont de kunstenaar op de toppen van zijn kunnen, waarbij hij licht en schaduw doelbewust en tot in de kleinste details afwisselt om diverse aspecten in het werk te accentueren. Bijzonder is dat de achtergrond lichter is dan de voorgrond: het landschap valt als een vlaag van licht het schilderij binnen. De melancholische blik van de in gedachten verzonken persoon, zoals die eerder in profane werken nauwelijks voorkwam, is kenmerkend. Ook de ongedwongen houding, enigszins hangend tegen de zuil, in een soort van curve, met het licht gebogen been en de armen los langs het lichaam, zijn typerend voor de renaissancestijl uit de betreffende periode.

## Herkomst
De afgebeelde man behoort waarschijnlijk tot de adellijke Bresciaanse familie Fenaroli Avogadro. Het portret is afkomstig uit de collectie van de Avogrado's, in wier paleizen het eeuwenlang heeft gehangen. Genealogisch onderzoek wijst erop dat het waarschijnlijk Gerolamo II Avogadro moet zijn geweest. In 1876 werd het portret van de familie gekocht door de Milanese verzamelaar Giuseppe Basilini, die het enkele maanden later met drie andere werken uit de Avogadroverzameling weer doorverkocht aan de National Gallery, tezamen voor 5000 pond. De National Gallery was al eerder gewezen op het belang van de kunstverzameling van de Avogadro's, met name door schrijver-schilder Charles Lock Eastlake. Het museum heeft nog diverse andere werken van Moretto in bezit, waarvan er diverse ook in de centrale hal van het museum hangen. Het hier besproken werk hangt er naast Moroni's Ridder met de gewonde voet, waarop waarschijnlijk de zoon van Gerolamo II staat afgebeeld.
Het schilderij werd in 1970-1971 uitgebreid gerestaureerd, waarbij met name de kleuren om contouren werden opgehaald.

## Galerij

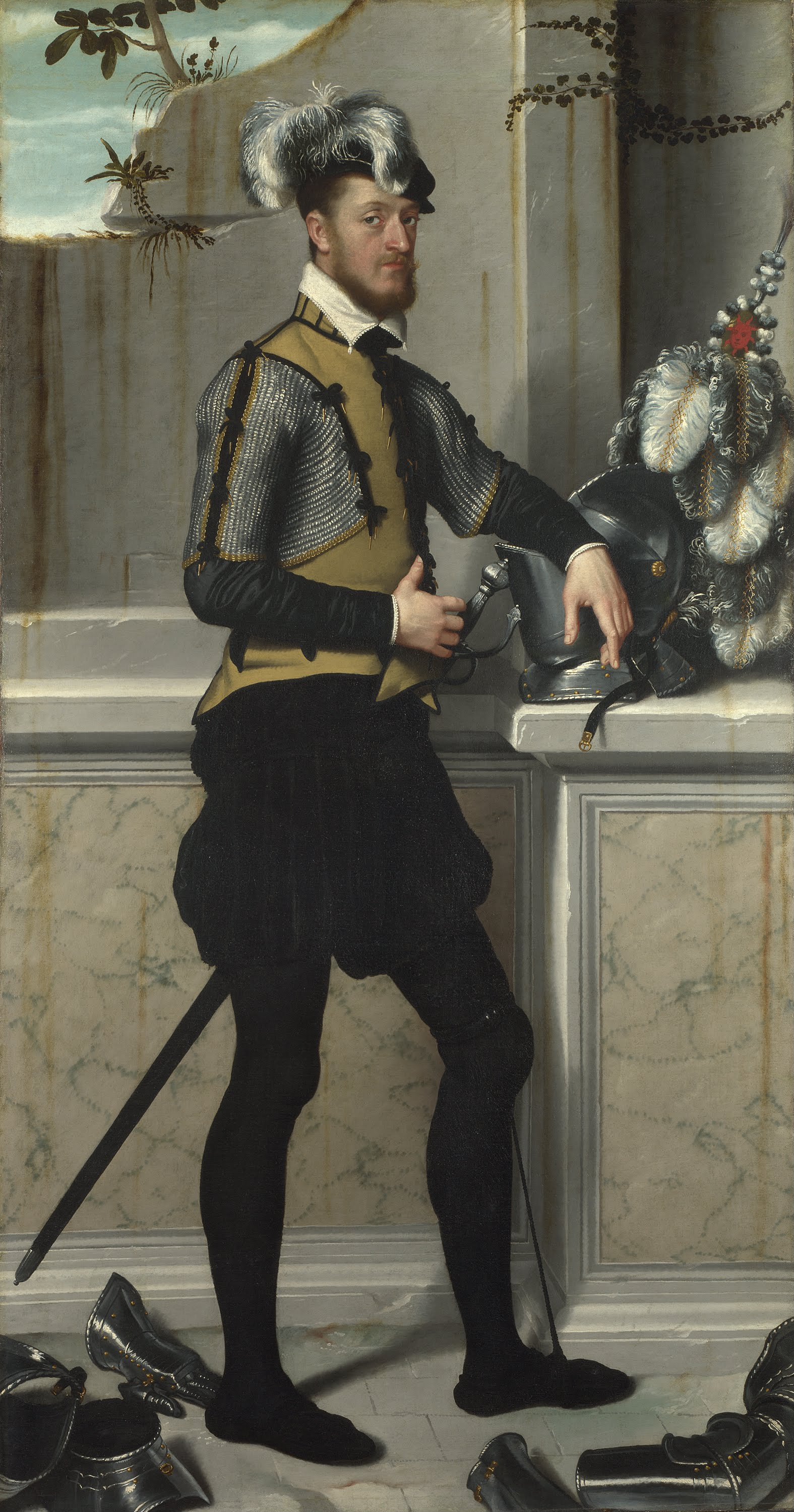
Moroni's Ridder met de gewonde voet, circa 1555
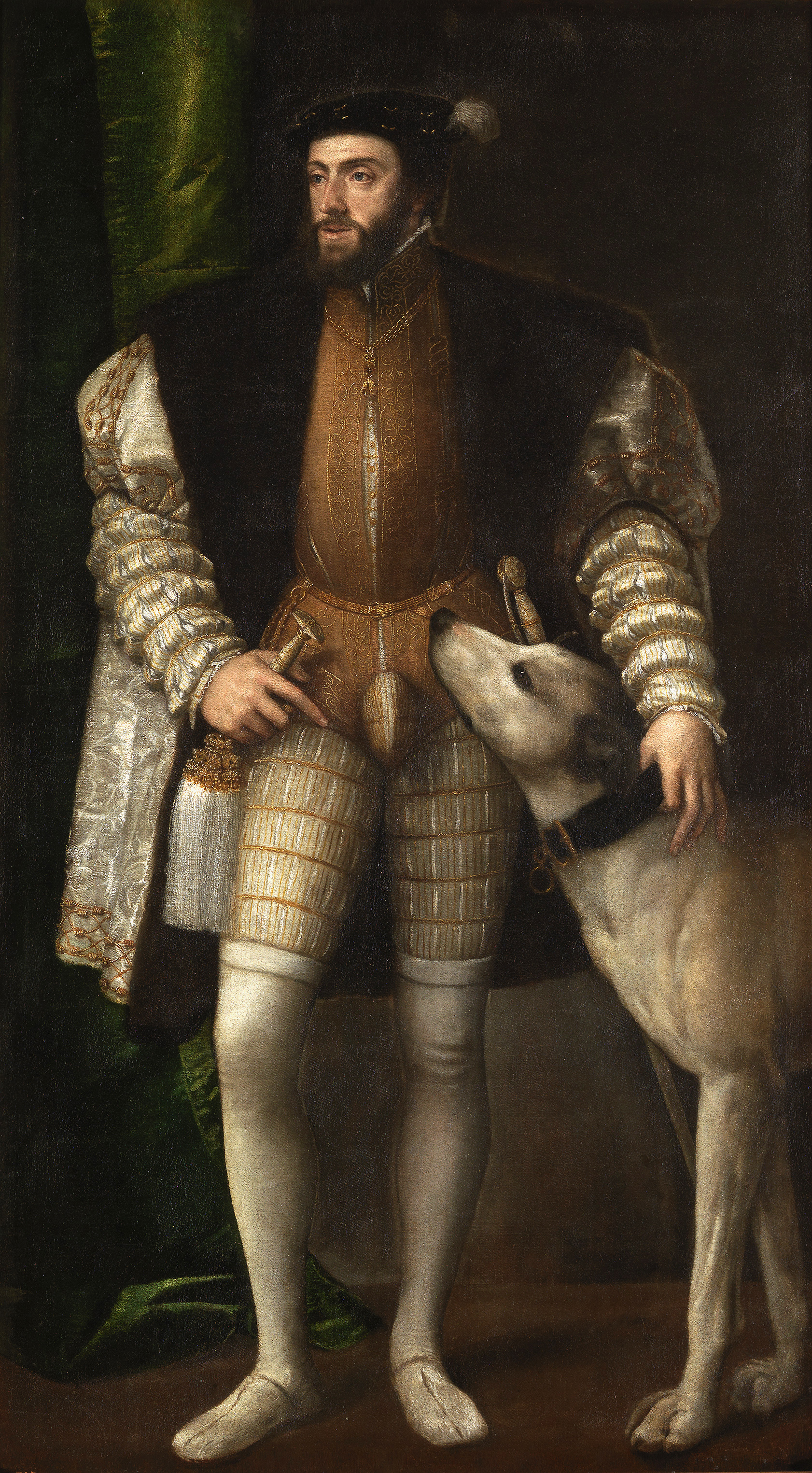
Titiaans Portret van Karel V met hond uit 1533